# أنيس بن سليمان
أنيس بن سليمان لاعب كرة قدم تونسي دولي، ولد يوم 16 مارس 2001 في كوبنهاغن، عاصمة الدنمارك، يلعب حالياً كلاعب خط وسط لصالح بروندبي في دوري السوبر الدنماركي.

## مسيرته

### نادي بولدكلوب أكاديميسك
ولد أنيس بن سليمان في كوبنهاغن في الدنمارك، نشط في عدة أندية لكرة القدم في صغره، قبل أن يستقر به الحال في سن 14 سنة بنادي بولدكلوب أكاديميسك.
تحول في يناير 2018 إلى ألمانيا لإجراء اختبار لمدة أسبوع مع نادي فرايبورغ ثم عاد إلى كوبنهاغن.

### نادي بروندبي
التحق أنيس بن سليمان بنادي بروندبي في يونيو 2019، حيث انضم في البداية إلى فريق ما دون 19 سنة. لعب أول مباراة احترافية له مع هذا الفريق في 16 فبراير 2020 في مباراة ضد نادي أودنسه في إطار دوري السوبر الدنماركي. وقد لعب أنيس كامل هذه المباراة التي انتصر فيها فريقه بهدفين لصفر.
وقد نجح بن سليمان في موسمه الاحترافي الأول في الظفر مع ناديه ببطولة الدوري الدانماركي بعد غياب هذا القب لـ15 سنة عن خزائن الفريق. وقد شارك أنيس بن سليمان بانتظام مع ناديه في جميع المسابقات، ونجح في إحراز 5 أهداف خلال الموسم، من بينها الهدف الثاني في آخر مباراة في الموسم التي منح الانتصار فيها لقب البطولة لنادي بروندبي.

### مع المنتخب
رغم تمثيله للدنمارك في فئة أقل من 19 عامًا، فقد اختار أنيس بن سليمان تمثيل تونس لاحقا، ليلتحق بفئة أقل من 20 عامًا.
تم استدعاء أنيس بن سليمان لأول مرة من قبل منذر الكبير في أكتوبر 2020، مدرب المنتخب التونسي الأول. وفي 9 أكتوبر 2020 ، خاض أنيس بن سليمان مباراته الأولى مع منتخب تونس كأساسي، وقد تمكن خلالها من تسجيل الهدف الثالث لمنتخبه الذي انتصر على السودان في هذه المباراة الودية التي دارت في الملعب الأولمبي حمادي العقربي برادس بنتيجة 3-0.

## روابط خارجية
- أنيس بن سليمان على موقع الاتحاد الأوربي (الإنجليزية)
- أنيس بن سليمان على موقع قاعدة بيانات كرة القدم.إي يو (الإنجليزية)
- أنيس بن سليمان على موقع ناشيونال فوتبول تيمز (الإنجليزية)
- أنيس بن سليمان على موقع Soccerbase.com (لاعب) (الإنجليزية)
- أنيس بن سليمان على موقع Soccerway.com (الإنجليزية)
- أنيس بن سليمان على موقع عالم كرة القدم.نت (الإنجليزية)